# Brauniellula crassitunicata
Brauniellula crassitunicata är en svampart som beskrevs av Pacioni & Fogel 1990. Brauniellula crassitunicata ingår i släktet Brauniellula och familjen Gomphidiaceae.   Inga underarter finns listade i Catalogue of Life.